# Abul Biar ibne Ziri
Abul Biar ibne Ziri foi um nobre zírida do século X. Foi nomeado governador de Tierte por seu sobrinho Almançor em 984/985, mas em 989/990 decidiu se rebelar e pediu ajuda ao Califado de Córdova.

## Vida

Reino Zírida ca. 1000

Abul Biar era filho de Bologuine e tio de Almançor e Ituefete. Em 984/985, no reinado de Almançor (r. 984–996), foi feito governador de Tierte, no Magrebe Central. Em 989/990, se rebelou e rompeu a fidelidade ao Califado Fatímida, mas fugiu com a aproximação de seu sobrinho, que o perseguiu até suas provisões diminuírem. Abul Biar pediu ajuda do hájibe Almançor do Califado de Córdova e mandou seu filho como refém. Como resposta, Almançor escreveu ao emir magraua Ziri ibne Atia de Fez e ordenou que apoiasse-o abertamente. Ziri providenciou socorro e por algum tempo agiram juntos, inclusive derrotando o ifrânida Iadu ibne Iala. Em 992/993 (ou 989 segundo Xavier Ballestín Navarro), eles se desentenderam e Abul Biar voltou para Cairuão, onde seu sobrinho o recebeu com honras e presentes e o renomeou governador de Tierte. O hájibe Almançor pediu a Ziri que atacasse Abul Biar e seu ataque foi tão intenso que o rebelde fugiu sem resistir, lhe garantindo controle do Magrebe. Em 996, participou na revolta de seus irmãos contra seu sobrinho Badis ibne Almançor (r. 996–1016), pois perdeu sua posição como governador de Tierte a seu sobrinho Ituefete, mas logo muda de ideia e pede perdão.